# Giardino dell'Osservatorio di Parigi

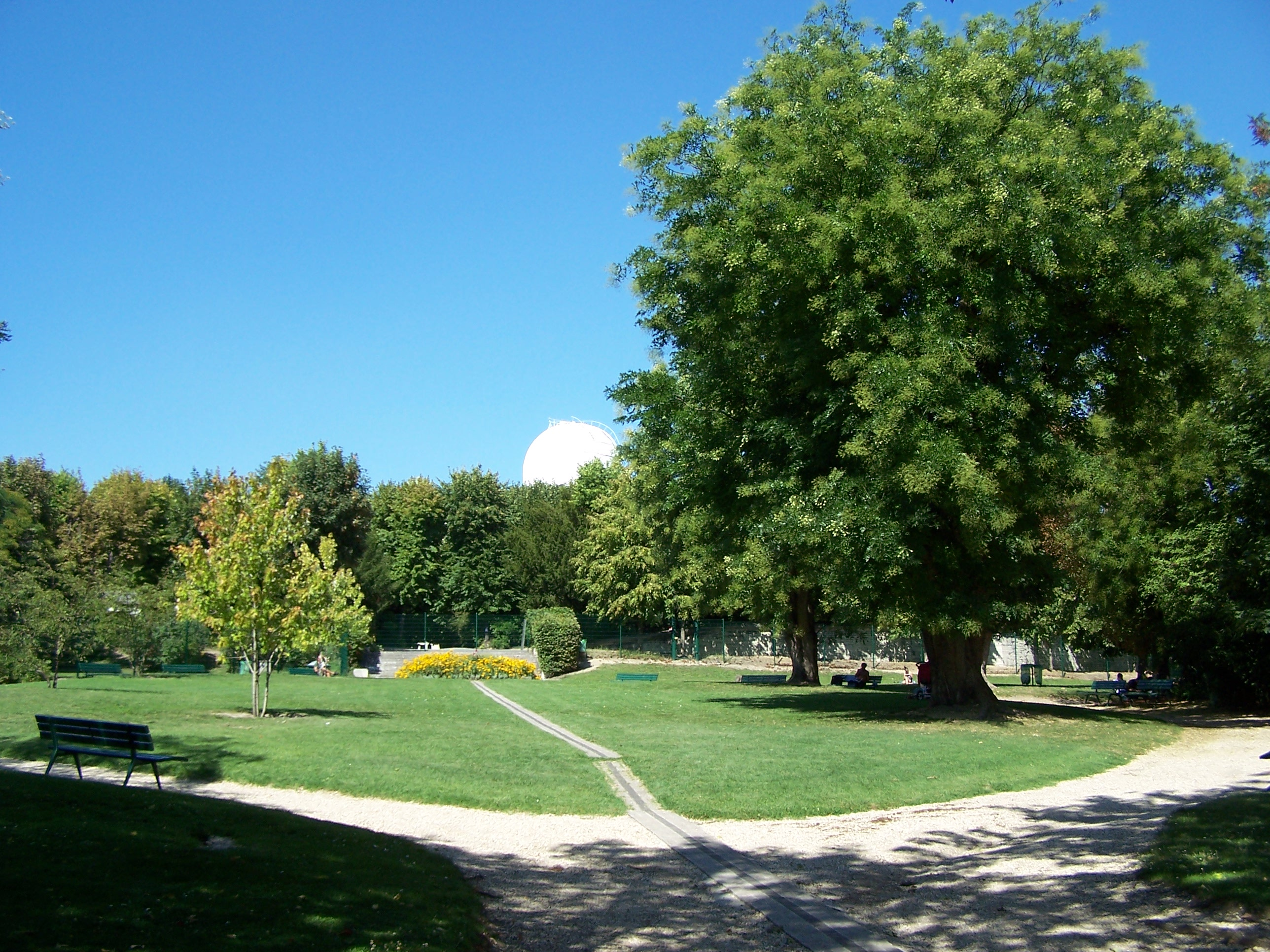
Vista del giardino dell'Osservatorio di Parigi.

IL giardino dell'Osservatorio di Parigi è un giardino pubblico situato al n. 96 del boulevard Arago, nel XIV arrondissement di Parigi, quartiere di Montparnasse.
Il termine di "giardino dell'Observatorio" è talvolta utilizzato per indicare un altro spazio verde, il giardino Marco Polo, che prolunga l'avenue de l'Observatoire, a nord dell'Osservatorio di Parigi in direzione dei giardini del Lussemburgo
Il giardino, creato nel 1977 su uno spazio di pertinenza dell'Osservatorio, si trova adiacente sul lato sud a quest'ultimo.
All'ingresso del giardino è posta la statua del matematico e astronomo francese François Arago, che contribuì a stabilire il tracciato del meridiano di Parigi che attraversa il giardino. L'opera è dello scultore belga Wim Delvoye, ed è stata inaugurata il 1º ottobre 2017.
Il giardino è servito dalla linea 6 della metropolitana tramite la stazione  Saint-Jacques, dalla Linea B del RER, attraverso la stazione Denfert-Rochereau, e dal bus n. 38 delle autolinee urbane RATP.